# Linde vor der Marktkirche in Eschwege
Die Linde vor der Marktkirche in Eschwege, die den Bereich des unteren Marktplatzes prägt, ist bereits in der Mitte der 1930er Jahre zu einem Naturdenkmal erklärt worden. Das Alter der rund 25 Meter hohen Linde ist kaum zu bestimmen. Ihre vierstämmige Krone wurde schon vor Jahren mit Drahtseilen stabilisiert und ihr hohl gewordener Stamm mit einer Scheinplombe verschlossen.

## Standort
Die Linde mit ihrer rund um den Stamm laufenden Sitzbank steht vor der Südfassade der Marktkirche, im Zentrum der Kreisstadt Eschwege im nordhessischen Werra-Meißner-Kreis. Die Marktkirche, die auch Altstädter Pfarrkirche genannt wird, wurde einst St. Dionys geweiht. Sie wird als das älteste Kirchengebäude der Stadt angesehen. Bei Ausgrabungen Anfang der 1990er Jahre wurden Fußböden und Grundmauern von mindestens drei Vorgängerkirchen gefunden, von denen die älteste wohl aus dem frühen Mittelalter stammt. Der Kirchturm ist in der zweiten Hälfte des 13. Jahrhunderts entstanden, die verschieferte Laternenhaube 1656 aufgesetzt. Das den Turm umschließende spätgotische dreischiffige Hallenlanghaus, mit vier Jochen und dem hohen Satteldach, ist im Jahr 1466 begonnen und mit der Fertigstellung der Kreuzgewölbe 1521 vollendet worden. Im April 1637, in der Zeit des Dreißigjährigen Krieges, brannte die Marktkirche während der Verwüstung und Brandschatzung der Stadt durch kaiserliche Kroaten aus.

## Geschichte
Das Pflanzdatum der Linde ist unbekannt. Über ihr mögliches Alter kann nur spekuliert werden. Der Kunsthistoriker und Fotograf Thomas Wiegand vermutet in seinem 1984 erschienenen Buch Bäume aus dem Werraland, dass die Linde vielleicht einst als junger Baum auf dem in der Zeit um 1565 bei der Kirche liegenden Altstädter Friedhof stand oder eventuell anlässlich der Einweihung der Kirche im Jahr 1521 gepflanzt wurde. Möglich wäre auch, dass der Baum nach der Zerstörung Eschweges im Dreißigjährigen Krieg und dem Brand der Kirche nach dem glücklich vollendeten Wiederaufbau des Gotteshauses um 1650 in die Erde gesetzt wurde. Hierfür spräche das äußere Erscheinungsbild des Baumes, der anderenfalls beim Brand der Kirche und der benachbarten Fachwerkhäuser stark geschädigt worden wäre.
Auf dem Lindenplatz vor der Kirche befand sich viele Jahrzehnte lang ein Brunnen. In Erinnerung an das alte Ortsbild wurde 1980 bei der Umgestaltung des Marktplatzes wieder ein Brunnen errichtet. Der achteckige Brunnen mit sechs Wasserläufen stand vorher hinter der Pestalozzischule auf dem Schulberg, die nach den Plänen des Landbaumeisters Anton Jacob Spangenberg auf den Fundamenten des ehemaligen Kanonissenstiftes als städtische Mädchenschule erbaut wurde und derzeit die Musikschule Werra-Meißner beherbergt. In der Bauzeit der Schule, um 1828, entstand auch der klassizistische Brunnen aus Sandstein.
Neben dem alten Baum vor der Kirche wurde am 10. November 1983, aus Anlass der 500. Wiederkehr von Martin Luthers Geburtstag, eine junge Linde gepflanzt. Genau einhundert Jahre vorher war bereits zum 400. Geburtstag Luthers eine „Lutherlinde“ hinter der Marktkirche gepflanzt worden. Dieser Baum, der auf der Rückseite eher ein Schattendasein führte, kippte bei beinahe windstillem Wetter im Januar 2020 um. Ursache für den Sturz soll die durch Pilze erzeugte Weißfäule gewesen sein, die das Wurzelwerk zerstörte.
Nach Jahren der Trockenheit zeigte die Linde vor der Marktkirche in der zweiten Hälfte der 1990er Jahre deutliche Mangelerscheinungen. Nach einem von der Unteren Naturschutzbehörde beim Werra-Meißner-Kreis zusammengestellten Pflegeplan wurde die metallene Verankerung erneuert, die Krone ausgeschnitten und zur Stärkung des Baumes eine Nährlösung eingesetzt.

## Schutz
Die Linde wurde im Juli 1936 als Naturdenkmal ausgewiesen und steht als „rechtsverbindlich festgesetzte Einzelschöpfung der Natur“ unter besonderem Schutz. Sie gehört mit den Sandsteinsäulen der Einfriedung und dem vor der Kirche aufgestellten Brunnen zu der Eschweger Marktkirche, die wegen ihrer künstlerischen, geschichtlichen und städtebaulichen Bedeutung ein geschütztes Kulturdenkmal ist.